# Pico do Laurenzo
O Pico do Laurenzo é uma elevação portuguesa localizada no concelho de Lajes das Flores, ilha das Flores, arquipélago dos Açores.
Este acidente geológico tem o seu ponto mais elevado a cerca de 400 metros de altitude acima do nível do mar, na sua proximidade encontra-se o Pico Negro e a Fajã de Lopo Vaz.